# Torsten Ullman
Torsten Ullman (n. 27 iulie 1908, Stockholm, Suedia – d. 11 mai 1993, Växjö, Comitatul Kronoberg, Suedia) a fost un trăgător de tir ce a reprezentat Suedia, medaliat olimpic. A participat la 5 ediții ale Jocurilor Olimpice (1936, 1948, 1952, 1956, 1960) în care a câștigat o medalie de aur și două medalii de bronz.